# Josef Velenovský
Josef Velenovský (ur. 22 kwietnia 1858 w Čekanicach, zm. 7 maja 1949 w Mnichovicach) – czeski botanik, pterydolog, briolog i paleontolog.

## Życiorys
Urodził się w Čekanicach (obecnie część miasta Blatná) 22 kwietnia 1858 roku. W latach 1878–1883 studiował botanikę i filozofię na Uniwersytecie Karola w Pradze. Jego profesorami byli, m.in.: Ladislav Čelakovský i Heinrich Moritz Willkomm. Habilitował się w 1885 roku, w 1892 otrzymał tytuł profesora nadzwyczajnego, zaś w 1898 roku profesora zwyczajnego. Był autorem opracowań z zakresu porównawczej morfologii roślin, mykologii, briologii i paleobotaniki. W 1891 roku wydał monumentalną Flora Bulgarica. Pracując w Pradze założył Instytut Botaniki, zarządzał uczelnianym ogrodem botanicznym. Zmarł, mając 91 w Mnichovicach 7 maja 1949 roku.
W nazwach naukowych roślin nazwisko botanika oznaczane jest skrótem: Velen.

## Wybór publikacji
- 1887 Atlas rostlinstva pro školu a dům
- 1889 Květena českého cenomanu, 1889–90;
- 1891 Flora Bulgarica I–II, 1891;
- 1897 Mechy české
- 1903 Játrovky české I–III, 1901–03;
- 1907 Srovnávací morfologie rostlin, 1905;
- 1920 Přírodní filosofie I (díl přírodnický)
- 1922 Přírodní filosofie II (díl kulturní)
- 1926 Systematická botanika I–VI, 1922–26;
- 1931 Flora cretacea I–IV, 1926–31;
- 1928 Obrázky
- 1932 Literární studie
- 1934 Monographia Discomycetum Bohemiae I–II
- 1935 Poslední moudrost čili Nauka o kosmickém duchovnu
- 1882. Die Flora der böhmischen Kreideformation
- 1886  Beiträge zur Kenntniss der bulgarischen Flora
- 1891 Flora Bulgarica. Descriptio … systematica plantarum vascularium in principatu Bulgariae sponte nascentium
- 1892 O biologii a morfologii rodu Monesis, etc.
- 1892 O morfologii rostlin cevnatých tajnosnubných, etc. Boh. & Ger
- 1892 O Phyllokladiích rodu Danaë, etc.

## Gatunki nazwane na cześć Velenovský'ego
- Astragalus velenovskyi Nábělek 1923
- Boletus velenovskýi Smotlacha 1912
- Carum velenovskyi Rohlena.
- Centaurea velenovskyi Adamović 1894
- Cyanus velenovskyi Adamović, Wagenitz et Greuter 2003
- Cyphella velenovskyi Pilát 1924
- Cortinarius velenovskyanus Moënne-Locc. et Reumaux 1997
- Daphne velenovskyi Halda 1981
- Entoloma velenovskyi Noordel. 1979
- Galerula velenovskyi Kühner 1934
- Galium velenovskyi Ančev 1975
- Hilpertia velenovskyi (Schiffn.) Zander 1989
- Mollisia velenovskyi Gminder 2006
- Naucoria velenovskyi Pilát 1930
- Russula velenovskyi Melzer et Zvára 1927
- Tortula velenovskyi Schiffn. 1893
- Trifolium velenovskyi Vandas ex Velen. 1891
- Verbascum velenovskyi Horák 1900